# Perline anali

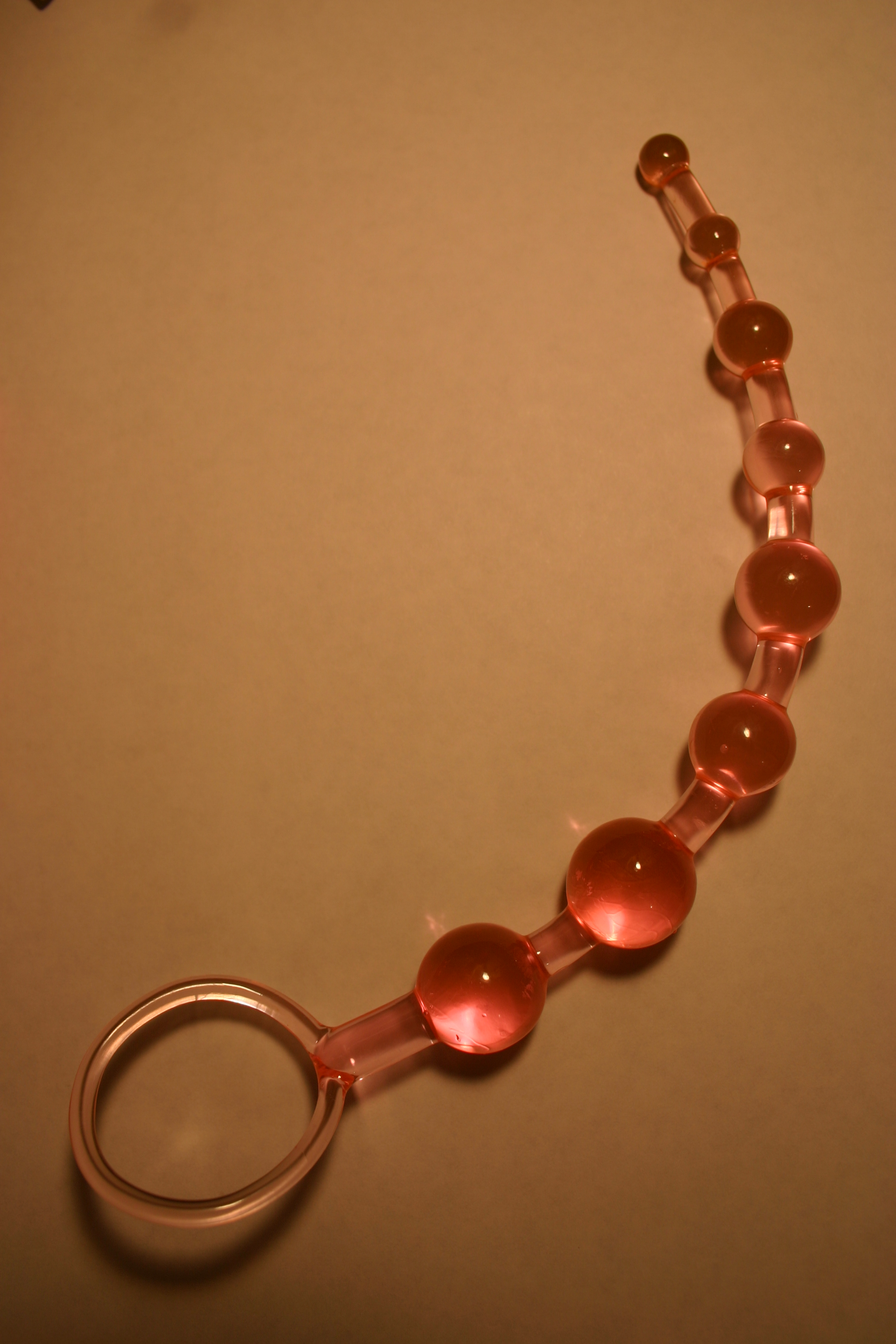
Esempio di perline anali

Le perline anali sono un giocattolo sessuale usato prevalentemente per la stimolazione anale. È costituito da una serie di sfere unite tra loro, da introdurre nel retto, attraverso lo sfintere anale.

## Le varie forme
Sono disponibili in forme e dimensioni varie, il diametro delle sfere può spaziare da circa 25 mm a oltre 45. Possono essere in silicone, plastica, gomma, lattice, vetro, o metallo, possono contenere un meccanismo atto a farle vibrare, come terminale, hanno un anello o una maniglietta, atti a tirare o spingere, nonché impedire l'introduzione completa nel retto. Le sfere possono essere unite a distanza fissa tra di loro per mezzo di un materiale rigido o flessibile, oppure vincolate tramite un cordino, in questo caso devono essere introdotte singolarmente.

## Il loro uso

Disegno che ne illustra l'uso

L'orientamento sessuale della persona è ininfluente ai fini del loro uso. La manipolazione può essere effettuata personalmente o affidata ad un partner. Come per tutte le attività sessuali anali, il loro impiego comporta un'adeguata lubrificazione con un prodotto specifico, sia il retto che l'oggetto da introdurre. Manipolandolo con un movimento alternato di inserimento ed estrazione con la velocità più gradita, si stimolano le molte terminazioni nervose presenti nello sfintere, forzandolo a dilatarsi e contrarsi ad ogni passaggio di pallina. Ai fini dell'igiene, terminata l'attività, solitamente, questi oggetti vengono lavati con sapone e acqua tiepida e lasciati asciugare naturalmente, in alternativa, possono essere usati calzati da un profilattico.

## Sicurezza personale
La condivisione tra i partner dei giocattoli anali, nel caso non siano stati sterilizzati, potrebbe esporli a diverse malattie sessualmente trasmissibili, se realizzati con materiale poroso non è possibile la loro completa disinfezione. Se realizzati con materiali scadenti, in presenza di movimenti bruschi, potrebbe verificarsi la rottura nel retto di una sezione del giocattolo, in questo caso, se non è possibile espellerlo naturalmente, si rende necessario un intervento medico.
Nell'uso delle sfere unite tra loro da un cordino, è buona norma ricordare il loro numero, controllandolo al termine dell'attività.